# Yakiniku

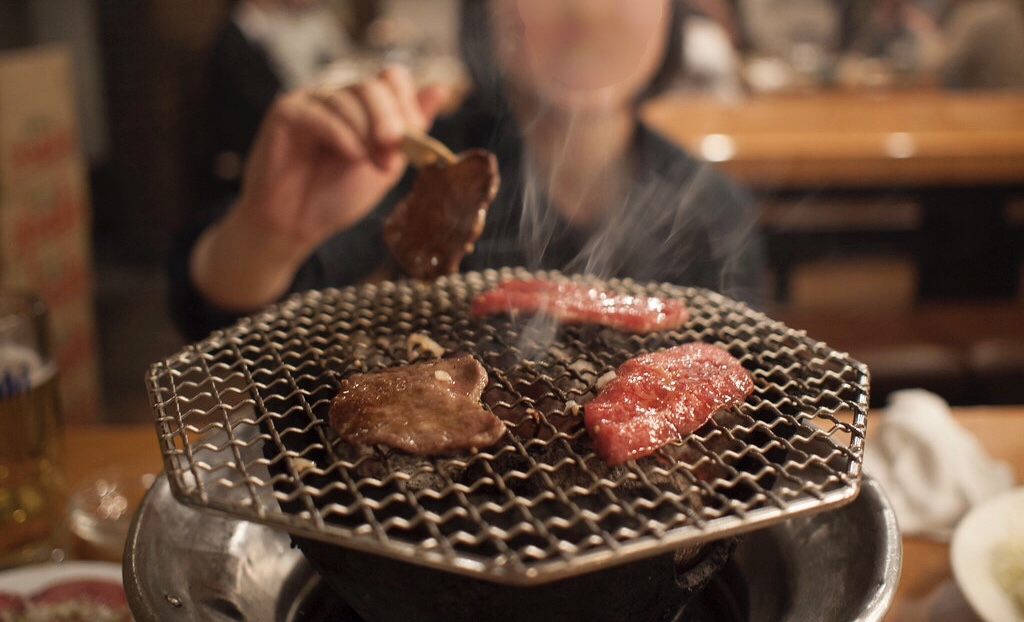
Yakiniku

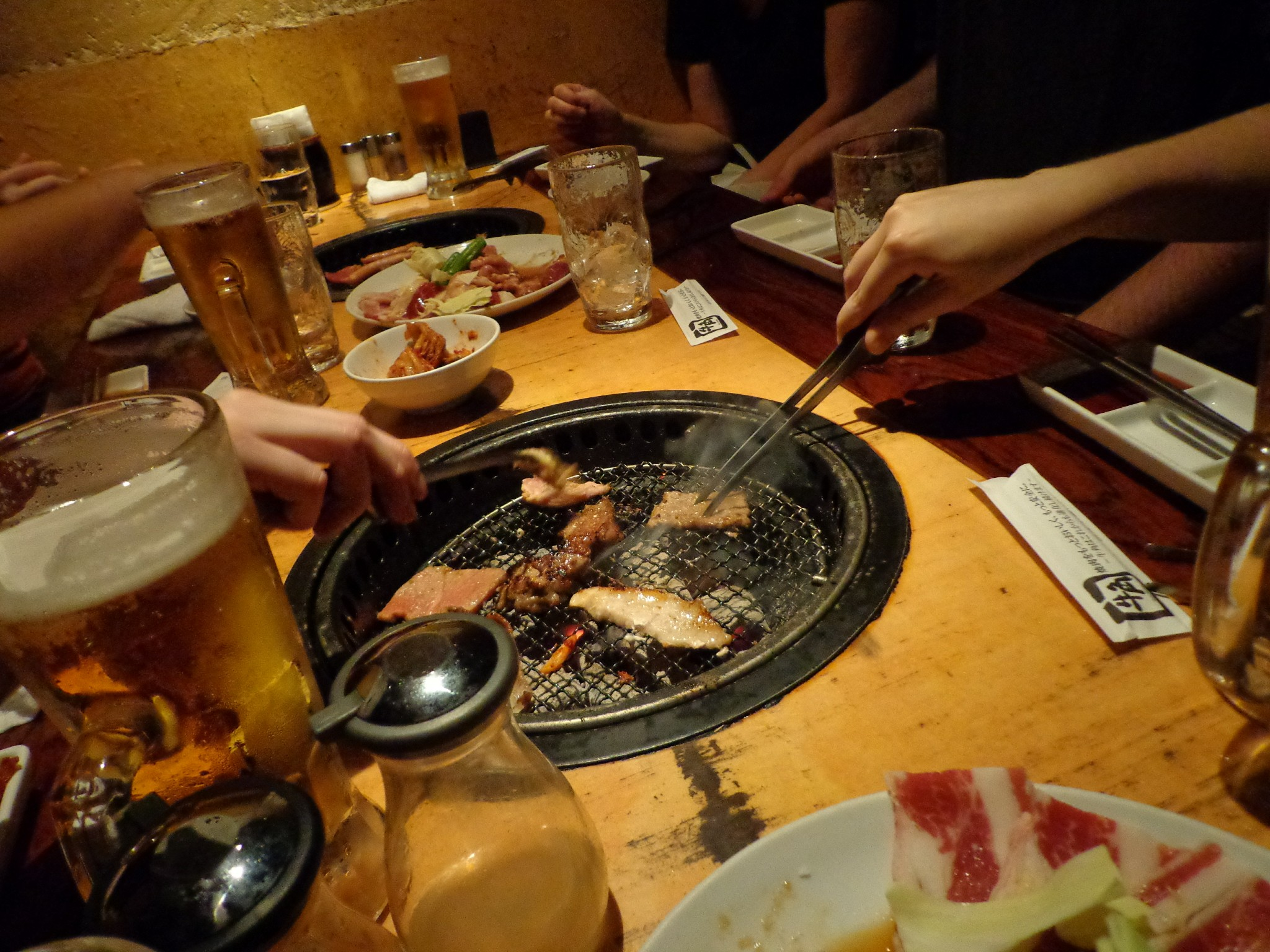

Lo Yakiniku (焼き肉?) (scritto anche come 焼肉) (letteralmente carne grigliata) costituisce un metodo tipico della cucina giapponese di cucinare la carne e la verdura, o, più in generale, è una varietà di piatti a base di carne alla griglia.

## Preparazione
L'ingrediente tipico è il manzo marinato, ma vengono utilizzate anche altri tipi di carne come quella del maiale, cavallo o pollo (yakitori). Vengono utilizzate anche verdure come peperoni, carote, funghi, cipolle.

## Storia
In Giappone la possibilità di nutrirsi di piatti a base di carne è stata legalizzata nel 1871 a seguito del Rinnovamento Meiji, (prima vigeva un divieto). La prima menzione scritta della pietanza è del 1931.

## Nella cultura di massa
Nel 1993 l'associazione giapponese All Japan Yakiniku Association ha proclamato il 29 agosto come "il giorno del yakiniku".